# NBA Live 15
NBA Live 15 est un jeu vidéo de sport développé par EA Games, et publié par Electronic Arts.

## Accueil
- GameSpot : 5/10[3]
- IGN : 5,5/10[4]
- Jeuxvideo.com : 14/20[5]